# Felix Kaspar
Felix Kaspar (* 14. Januar 1915 in Wien; † 5. Dezember 2003 in Bradenton, Florida, USA) war ein österreichischer Eiskunstläufer, der im Einzellauf startete. Er ist der Weltmeister von 1937 und 1938 und Europameister von 1937 und 1938.
Felix Kaspar begann mit 9 Jahren mit dem Eiskunstlaufen. Er trainierte auf der Kunsteisbahn von Eduard Engelmann junior Er war für seine hohen Sprünge bekannt. 1935 wurde er Vize-Europameister hinter seinem Landsmann Karl Schäfer. Im Jahr darauf gewann er die Bronzemedaille bei den Olympischen Spielen wie auch bei der Weltmeisterschaft. 1937 wurde er schließlich Welt- und Europameister und verteidigte beide Titel ein Jahr später, stets vor dem Briten Graham Sharp.
Bei Beginn des Zweiten Weltkrieges befand sich Kaspar in Australien, wo er seine spätere Frau June kennenlernte. Mit ihr war er 54 Jahre verheiratet. Das Paar hatte eine Tochter mit Namen Christie. Kaspar verbrachte die gesamte Kriegszeit in Australien. 1965 ging er mit seiner Familie nach Minneapolis, Minnesota in die Vereinigten Staaten und arbeitete dort als Trainer im Eiszentrum im Golden Valley in den Twin Cities (Minneapolis und St. Paul). Er trainierte dort unter anderem die Japanerin Emi Watanabe. 1977 zog er mit seiner Familie nach Pasadena in Kalifornien und arbeitete dort weiter als Trainer.
1988 wurde Felix Kaspar in die Hall of Fame des Eiskunstlaufens aufgenommen. 1989 ging er als Rentner mit seiner Frau nach Florida; dort starb er 88-jährig an Alzheimer.

## Ergebnisse
| Wettbewerb / Jahr               | 1934 | 1935 | 1936 | 1937 | 1938 |
| ------------------------------- | ---- | ---- | ---- | ---- | ---- |
| Olympische Winterspiele         |      |      | 3.   |      |      |
| Weltmeisterschaften             |      |      | 3.   | 1.   | 1.   |
| Europameisterschaften           | 7.   | 2.   | 4.   | 1.   | 1.   |
| Österreichische Meisterschaften |      | 1.   |      | 1.   | 1.   |